# Aristide Bègue
Aristide Bègue (* 16. August 1994 in Beauvais, Département Oise) ist ein ehemaliger französischer Biathlet. Mit acht Medaillen bei Juniorenweltmeisterschaften gehört er zu den erfolgreichsten Biathleten auf dieser Ebene; in der Nationalmannschaft konnte er hingegen nie wirklich Fuß fassen.

## Sportliche Laufbahn
Zwischen Februar 2012 und Februar 2015 gewann Bègue vier Goldmedaillen bei Jugend- und Juniorenweltmeisterschaften sowie einen Titel bei Junioreneuropameisterschaften und war damit einer der dominierenden Nachwuchsbiathleten seiner Generation. Außerdem nahm er 2012 an den Olympischen Jugendspielen in Innsbruck teil und gewann im Sprint sowie mit der Mixedstaffel die Bronzemedaille. Im Rahmen der Sommerbiathlonveranstaltung City-Biathlon in Püttlingen, die auf Rollski ausgetragen wurde, belegte er im September 2012 zusammen mit Laurane Sauvage den vierten sowie im August 2014 zusammen mit Estelle Mougel den dritten Rang bei der „Youngster Team-Challenge“.
Zum Auftakt der Saison 2015/16 debütierte Bègue in Beitostølen bei einem Sprintrennen im zweitklassigen IBU-Cup. Nur zwei Wochen später gelang ihm in seinem erst dritten Rennen bereits der erste Sieg, als er am 11. Dezember 2015 zusammen mit Anaïs Chevalier die Single-Mixed-Staffel in Ridnaun für sich entscheiden konnte. Aufgrund konstant guter Leistungen und seines ersten Einzelsieges im IBU-Cup im Dezember 2016 wurde er in den französischen Weltcupkader berufen und debütierte am 15. Dezember 2016 in Nové Město na Moravě in dieser höchsten Wettkampfklasse. Bei dem Sprintrennen unterliefen ihm allerdings vier Schießfehler, sodass er nur den 61. Rang belegte. Daraufhin wurde der Franzose wieder in den IBU-Cup versetzt, wo ihm am Saisonende ein weiterer Podestplatz mit der Mixedstaffel gelang. Im Winter 2017/18 konnte er ähnliche Erfolge nicht wiederholen, Bègue blieb ohne Top-10-Resultat in einem Einzelrennen. Wesentlich erfolgreicher bestritt Bègue die Saison 2018/19, ihm gelangen fünf Siege, die Gesamtwertung beendete er als Drittplatzierter. Daher durfte er während des Winters in Hochfilzen ein weiteres Mal im Weltcup starten und erzielte als Sprint-40. den ersten und einzigen Weltcuppunkt. Seinen größten Erfolg feierte Bègue am 21. Februar 2019, als er bei den Europameisterschaften in Raubitschy zusammen mit Lou Jeanmonnot die Bronzemedaille in der Single-Mixed-Staffel errang. Beim Weltcupsaisonfinale in Oslo hatte er als IBU-Cup-Dritter einen festen Startplatz und erreichte das Verfolgungsrennen, welches er als 45. abschloss.
Nachdem Bègue zwischenzeitlich nicht mehr für die französischen Nationalkader berücksichtigt worden war, übernahmen Familienangehörige und Freunde sein Training. Sein letztes Wettbewerbsergebnis datiert vom 17. Januar 2020, als er beim IBU-Cup in Osrblie den 76. Platz im Sprint belegte. In einem Interview mit dem französischen Magazin nordicmag im August 2022 berichtete der Franzose, dass die Gedanken an ein Karriereende gekommen waren, als seine Schwester Myrtille sich im Dezember 2019 zu ebendiesem Schritt entschloss. Laut eigener Aussage wusste er an seinem letzten Wettkampfwochenende in Osrblie sinngemäß nicht, warum er am Start war, fühlte sich nicht wohl und „hatte nur einen Wunsch: nach Hause zu gehen“.

## Persönliches
Nach seiner Karriere arbeitete Bègue zwei Jahre an einer Sporthochschule, seither ist er Trainer im Nachwuchs- und Jugendbereich in seiner Heimat Font-Romeu-Odeillo-Via. Zeitweise arbeitet er außerdem auf einem Bauernhof.

## Statistiken

### Weltcupplatzierungen
Die Tabelle zeigt alle Platzierungen (je nach Austragungsjahr einschließlich Olympische Spiele und Weltmeisterschaften).
- 1.–3. Platz: Anzahl der Podiumsplatzierungen
- Top 10: Anzahl der Platzierungen unter den ersten zehn (einschließlich Podium)
- Punkteränge: Anzahl der Platzierungen innerhalb der Punkteränge (einschließlich Podium und Top 10)
- Starts: Anzahl gelaufener Rennen in der jeweiligen Disziplin
- Staffel: inklusive Mixed- und Single-Mixed-Staffeln

| Platzierung         | Einzel | Sprint | Verfolgung | Massenstart | Staffel | Gesamt |
| ------------------- | ------ | ------ | ---------- | ----------- | ------- | ------ |
| 1. Platz            |        |        |            |             |         |        |
| 2. Platz            |        |        |            |             |         |        |
| 3. Platz            |        |        |            |             |         |        |
| Top 10              |        |        |            |             |         |        |
| Punkteränge         |        | 1      |            |             |         | 1      |
| Starts              |        | 4      | 2          |             |         | 6      |
| Stand: Karriereende |        |        |            |             |         |        |

### Juniorenweltmeisterschaften
Ergebnisse bei den Juniorenweltmeisterschaften:
| Weltmeisterschaften | Weltmeisterschaften | Einzel | Sprint | Verfolgung | Staffel |
| Jahr                | Ort                 | Einzel | Sprint | Verfolgung | Staffel |
| ------------------- | ------------------- | ------ | ------ | ---------- | ------- |
| 2012                | Kontiolahti         | 1.     | 9.     | 9.         | 1.      |
| 2013                | Obertilliach        | 1.     | 6.     | 8.         | 3.      |
| 2014                | Presque Isle        | 2.     | 13.    | 10.        | 2.      |
| 2015                | Minsk               | 1.     | 23.    | 22.        | 3.      |

### IBU-Cup-Siege
| Nr. | Datum         | Ort     | Disziplin              |
| --- | ------------- | ------- | ---------------------- |
| 1.  | 11. Dez. 2015 | Ridnaun | Single-Mixed-Staffel 1 |
| 2.  | 11. Dez. 2016 | Ridnaun | Verfolgung (12,5 km)   |
| 3.  | 1. Dez. 2018  | Idre    | Sprint (10 km)         |
| 4.  | 19. Jan. 2019 | Arber   | Sprint (10 km)         |
| 5.  | 17. März 2019 | Martell | Massenstart (15 km)    |